# Monareczka molucka
Monareczka molucka (Symposiachrus bimaculatus) – gatunek małego ptaka z rodziny monarek (Monarchidae). Występuje w Indonezji. Jego naturalnym środowiskiem są subtropikalne lub tropikalne wilgotne lasy nizinne oraz subtropikalne lub tropikalne wilgotne lasy górskie.

## Taksonomia
Gatunek ten został opisany przez George’a Roberta Graya jako Monarcha bimaculata; opis ukazał się w 1861 roku na łamach „Proceedings of the Zoological Society of London”. W 2009 roku gatunek został przeniesiony z rodzaju Monarcha do Symposiachrus. Wielu autorów włączało ten takson do monareczki okularowej (Monarcha trivirgatus, obecnie Symposiachrus trivirgatus); takie ujęcie systematyczne zastosowali np. w 2006 roku autorzy Handbook of the Birds of the World (HBW). Choć już wczesne wersje listy ptaków świata IOC uznawały monareczkę molucką za osobny gatunek, to definitywne dowody na odrębność tego taksonu przyniosły badania Eaton et al., 2016, Andersen et al., 2021, McCullough et al., 2021. Nadal jednak niektórzy autorzy włączają monareczkę molucką do S. trivirgatus, w tym serwis Birds of the World czy IUCN, która stosuje ujęcie systematyczne według listy ptaków świata opracowywanej we współpracy BirdLife International z autorami HBW.

### Podgatunki
Międzynarodowy Komitet Ornitologiczny (IOC) oraz autorzy Kompletnej listy ptaków świata wyróżniają trzy podgatunki S. bimaculatus:
- S. (b.) bimaculatus (Gray,GR, 1861) – monareczka molucka, występuje na wyspach Morotai, Halmahera i Bacan (północne Moluki)
- S. (b.) diadematus (Salvadori, 1878) – monareczka diademowa, występuje na wyspach Bisa i Obi (północne Moluki)
- S. (b.) nigrimentum (Gray,GR, 1861) – monareczka seramska, Seram i Ambon (wschodnio-środkowe Moluki), Gorong i Watubela (południowo-wschodnie Moluki)[3][5]

## Morfologia
Umiarkowanie długi ogon i smukły, krótki dziób. Z wierzchu ciemnoszary, od spodu jasny, z czarną maską i podbródkiem, intensywnie rudo-pomarańczowym gardłem i górną częścią piersi oraz białymi kącikami ogona.

## Występowanie
Endemit, występuje na Molukach, grupie wysp wchodzących w skład Indonezji.

## Pożywienie
Aktywnie żeruje w niższych piętrach wilgotnych lasów i namorzynów.